# Titanecoïdeus
Els titanecoïdeus (Titanoecoidea) són una superfamília d'aranyes araneomorfes. Està constituïda per dues famílies d'aranyes que tenen vuit ulls:
- Fixelídids (Phyxelididae)
- Titanècids (Titanoecidae)